# Климкович Світлана Михайлівна
Климкович Світлана Михайлівна (біл. Святлана Міхайлаўна Клімковіч; *26 серпня 1935, Мінськ - †2001) - білоруська письменниця, перекладачка.

## Біографія
Народилася в сім'ї письменників. 
Закінчила відділення білоруськиї мови і літератури філологічного факультету Білоруського державного університету в 1958 році. Працювала коректором, літпрацівником, відповідальним секретарем газети «Голос Батьківщини» (1958-1970), літспівробітником газети «Література і мистецтво» (1970-1972), редактором у часописі «Народна освіта» (1972-1974), редактором редакції програм для молоді на Білоруському телебаченні. У 1977-1990 роках - відповідальний редактор Білоруського театрального об'єднання (з 1987 року Спілки театральних діячів) «Театральний Мінськ». Член Спілки письменників СРСР з 1986 року.

## Творчість
Почала друкуватися з 1958 року. У періодичних виданнях публікувала оповідання, нариси, казки, театральні рецензії та статі. Окремим виданням вийшла казка «Лалі-Лаль» (1974, на її основі було створено теле- і радіоспектаклі).
Автор п'єс для театру ляльок «Дар лісового царя» (поставлена в 1978 році), «Балада про білу вишню» (опублікована у збірнику п'єс «Гавроші Брестської фортеці» у 1984, поставлена у 1984, а на Білоруському радіо в 1988), «Казка про царя Юрика і коваля Римшу» (опублікована в 1981, Москва, і в збірнику «Бітьківщина моя дорога», 1989), п'єси «Весняна пісня» (поставлена на Білоруському радіо, 1985). Написала лібрето опер «Дике полювання короля Стаха» (поставлена в 1989 році) і «Франциск Скорина» (поставлена на Білоруському телебаченні у 1990 році). Зробили переклад з польської мови, реставрацію та сценічну редакцію опери XVIII століття «Аполон-законодавець, або Парнас реформований» (опублікована і поставлена в 1989 році).

## Твори
- Лалі-Лаль. Казка. Мінськ. 1974.
- Казка про царя Юрика і коваля Римшу. П'єса-казка в 2 діях. Москва. 1981.
- Зміїний король. Казки, вірші. Мінськ. 2007.